# World Popular Song Festival
Liên hoan Âm nhạc Thế giới (世界 歌 謡 祭 Sekai Kayōsai), còn được gọi là Liên hoan Âm nhạc Yamaha và không chính thức là "Eurovision phương Đông", là một cuộc thi bài hát quốc tế tổ chức từ năm 1970 cho đến năm 1989. Nó được tổ chức bởi quỹ Yamaha Music ở Tokyo, Nhật Bản từ năm 1970 đến năm 1989. Ấn bản đầu tiên của Liên hoan Âm nhạc Thế giới (WPSF) đã diễn ra vào ngày 20, 21 và 22 tháng 11 năm 1970 với 37 quốc gia tham gia từ khắp các châu lục. Buổi concert đã bị hủy bỏ vào năm 1988 do bệnh của Thiên hoàng Chiêu Hòa; năm cuối cùng là một buổi hòa nhạc từ thiện cho UNICEF, sau đó cuộc thi đã chính thức kết thúc.